# Frederik Sødring
Frederik Hansen Sødring eller Frederik Sødring (født 31. maj 1809 i Aalborg, død 18. april 1862 i Hellerup) var en dansk landskabsmaler, legatstifter og søn af købmand Peder Hansen Sødring (d. 1839) og Ane Dorthea født Jepsen (d. 1842).
En del af sin barndom tilbragte han med sine forældre i Norge, men kom 1825 på Kunstakademiet i København, som han gennemgik, samtidig med at han arbejdede ved håndværket. Jens Peter Møller var hans første vejleder i landskabskunsten, men en stærkere påvirkning modtog han dog af J.C. Dahl; to kopier efter billeder af denne kunstner var i 1828 det første, han udstillede. 
Sine studier malede han 1829-31, i hvilken periode han dog også udførte et og andet på kortere besøg i Norge, mest på Sjælland og Møen; 1832-36 hentede han sine fleste motiver fra Sydsverige og Norge, i det han dog sidstnævnte år rejste til Tyskland, hvor han, især i München, studerede et par år, og hvorfra han til udstillingerne hjemsendte adskillige, til dels ret omfangsrige, billeder; også efter sin hjemkomst vedblev han at udstille malerier efter sine studier fra Rhinegnene, Sydtyskland og Tyrol. 
1842 blev han agreeret ved Akademiet, men nåede dog aldrig at blive medlem. Den 9. august samme år giftede han sig med Henriette Marie de Bang (1809-55), datter af ejeren af herregården Sparresholm ved Næstved Niels de Bang (1776-1815) og Cathrine Amalie Henriette født Callisen. Med sin hustru fik han en ret betydelig medgift, der satte ham i stand til ved sin død, 18. april 1862, at efterlade Kunstakademiet 30000 rigsdaler, af hvis renter 200 Kr. som Den Sødringske Opmuntringspræmie ved hvert års Charlottenborgudstilling tildeles en yngre landskabsmaler; de øvrige renter anvendes til understøttelse af ældre landskabsmalere og deres enker og uddeles på livstid. 
Af Sødrings arbejder købtes i årenes løb fem af staten; intet af dem er dog ophængt i Nationalgalleriet. Et billede, Parti af Marmorpladsen i København, findes på Museet i Aarhus. 
Sødring var en samvittighedsfuld og vel udviklet, men ikke meget selvstændig kunstner. I kompositionen er han påvirket af J.C. Dahl. I farven, der ofte er helt konventionel, er han påvirket af af tidens Münchener-skole (de).
Han er begravet på Gentofte Kirkegård.

## Billeder
| - Værker af Frederik Sødring - Baggård på Charlottenborg, 1828 - "Marialyst" på Frederiksberg, Ole Winstrups ejendom, 1828 - Kalvehave Kirke med udsigt over Præstø Fjord, 1829 - Parti fra Møns Klint med Sommerspiret, 1830 - Ruinerne af Brahehus ved Jönköping i Sverige, 1832 - Ung kvinde siddende i et norsk landskab, 1834 - Skoven ved Bregentved på Sjælland, ca. 1835 - Steensund i Bergen Stift. I Forgrunden hyrder med deres hjorde ved en kulgrube, 1836 - Norsk landskab med savværk ved en fos, 1830'erne - Portræt af en italienerinde med rød sløjfe i håret. Mellem 1827 og 1862 - Udsigt med et gammelt birketræ i forgrunden. Mellem 1827 og 1862 - Prospekt af Møns Klint, set fra strandbredden på den sydlige punkt ved 'Gråryggen'. 1831 |